# Drusus graecus
Drusus graecus är en nattsländeart som först beskrevs av Mclachlan 1876.  Drusus graecus ingår i släktet Drusus och familjen husmasknattsländor. Inga underarter finns listade i Catalogue of Life.